# Kevin Can Wait
Kevin Can Wait è una serie televisiva statunitense trasmessa dal 19 settembre 2016 al 7 maggio 2018 dall'emittente CBS.
In Italia entrambe le stagioni sono disponibili sottotitolate su Prime Video dal 3 maggio 2019, e in prima TV in chiaro dal 4 marzo 2024 su Telecapri e in simulcast su Telecapri Sport, fino al 15 maggio 2024, dal 20 maggio al 13 giugno dello stesso anno su Canale 21 che la trasmette dal decimo al ventiquattresimo episodio e dal 3 gennaio 2025 su Televomero con la seconda stagione in versione sottotitolata.

## Trama
Kevin è un agente di polizia che dopo molti anni di duro servizio ottiene un pensionamento. Intenzionato a iniziare a godersi la famiglia trascorrendo finalmente più tempo con la moglie e i giovani figli scopre tuttavia che la vita domestica è assai più difficile di quella che si aspettava.

## Episodi
| Stagione         | Episodi | Prima TV USA | Pubblicazione Italia |
| ---------------- | ------- | ------------ | -------------------- |
| Prima stagione   | 24      | 2016-2017    | 2019                 |
| Seconda stagione | 24      | 2017-2018    | 2019                 |

## Personaggi e interpreti
- Kevin, interpretato da Kevin James.
Poliziotto neopensionato che decide di farsi carico di molte delle problematiche famigliari a cui prima badava la moglie.
- Donna, interpretata da Erinn Hayes.
È la moglie di Kevin. Fu sostituita nella seconda stagione da Vanessa, interpretata da Leah Remini.
- Kendra, interpretata da Taylor Spreitler.
È la figlia maggiore di Kevin, che ha intenzione di lasciare il college per sostenere il progetto del fidanzato.
- Chale, interpretato da Ryan Cartwright.
È il fidanzato di Kendra, che aspira a progettare un'app in grado di fruttare milioni di dollari.
- Sara, interpretata da Mary-Charles Jones.
È la figlia di mezzo di Kevin, molto vivace e dai modi brischi.
- Jack, interpretato da James DiGiacomo.
È il figlio minore di Kevin, che mostra segni di ipocondria.
- Goody, interpretato da Leonard Earl Howze.
Uno dei migliori amici di Kevin, anche lui ex poliziotto.
- Duffy, interpretato da Lenny Venito.
Vecchio amico di Kevin.
- Kyle, interpretato da Gary Valentine.
Fratello di Kevin e vigile del fuoco.

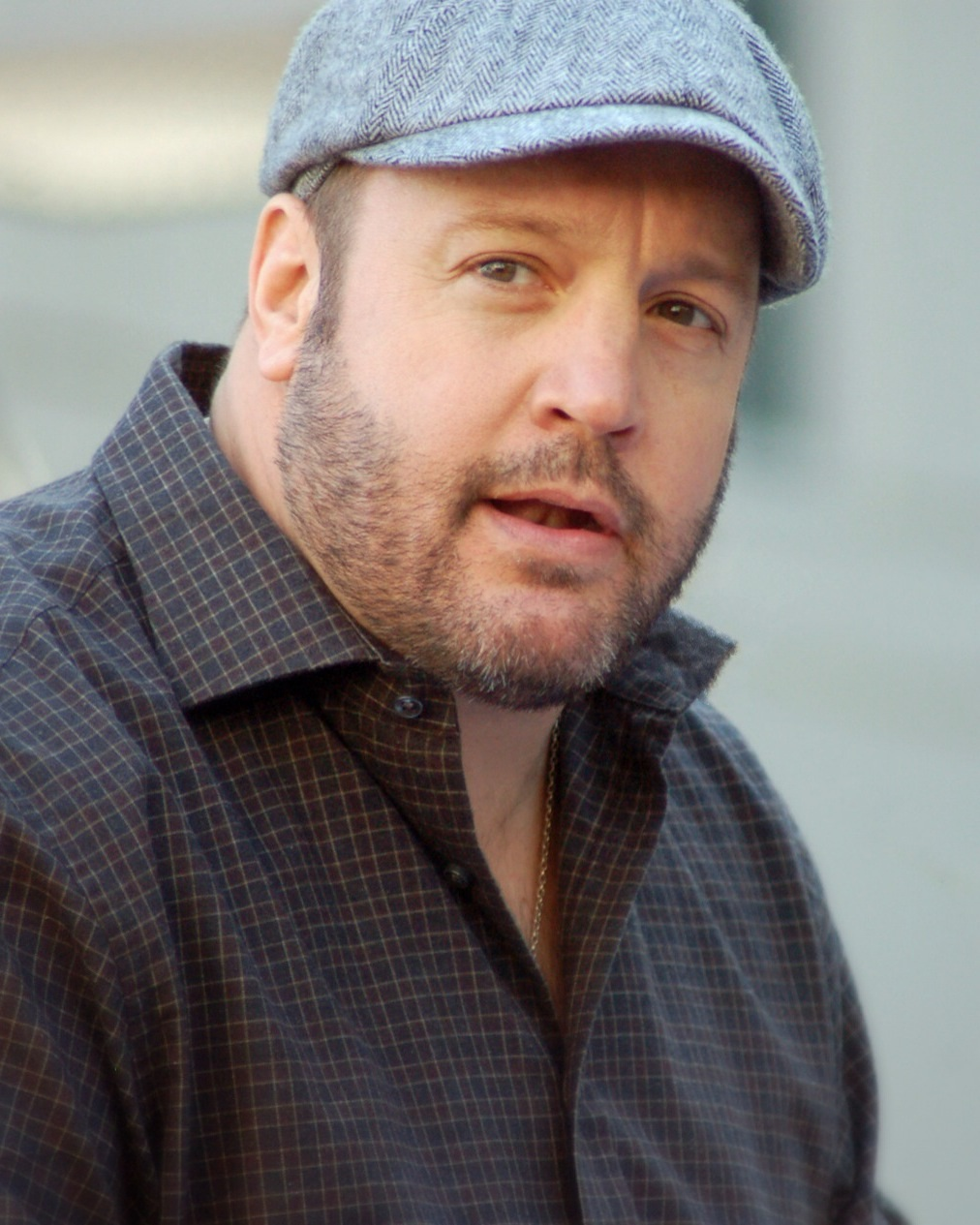
Kevin James
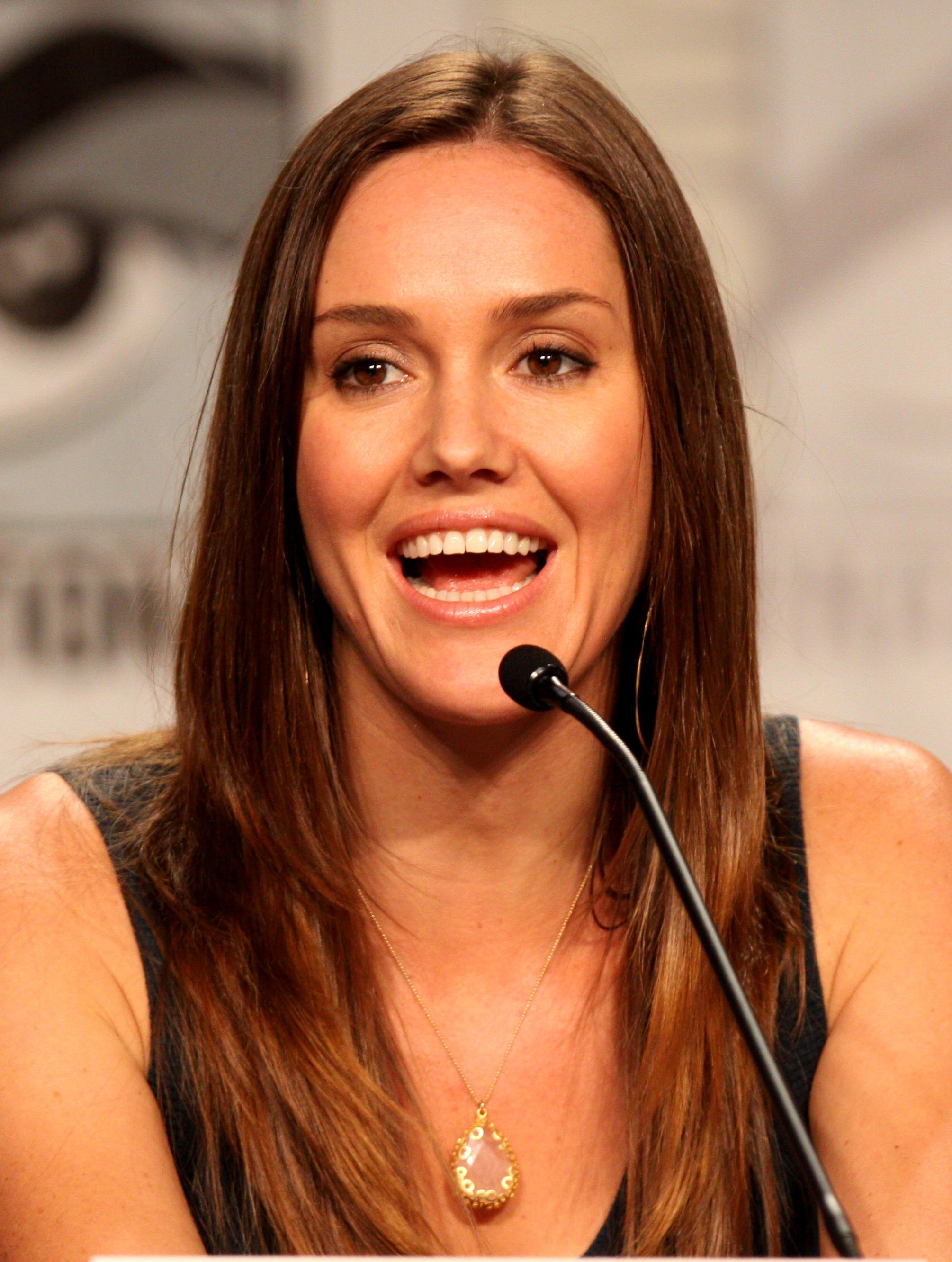
Erinn Hayes
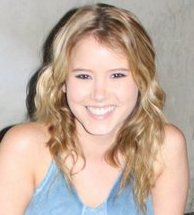
Taylor Spreitler

## Produzione
La sitcom è ideata dallo stesso protagonista Kevin James insieme a Rock Reuben e Bruce Helford. Il progetto venne annunciato per la prima volta il 9 ottobre 2015, quando la CBS ordinò direttamente la produzione di una prima stagione di tredici episodi per la stagione televisiva 2016-2017, segnando così il ritorno del noto comico statunitense al network che tra la fine degli anni 1990 e l'inizio degli anni 2000 aveva lanciato la sua carriera; James è infatti divenuto celebre grazie alle apparizioni in Tutti amano Raymond e al seguente ruolo di protagonista in The King of Queens. L'episodio pilota è diretto da Andy Fickman.
Il 27 gennaio 2016 Taylor Spreitler si unì al cast per il ruolo della figlia maggiore di Kevin, Kendra, mentre nel mese di febbraio furono ingaggiati Ryan Cartwright, interprete del fidanzato di Kendra, Mary Charles Jones e James DiGiacomo, interpreti dei figli minori di Kevin, Erinn Hayes e Leonard Earl Howze, per i ruoli rispettivamente della moglie e del migliore amico del protagonista. A marzo si unirono al cast anche Lenny Venito e Gary Valentine, per i ruoli di un amico e del fratello di Kevin.
Le riprese si svolgono a New York.

## Programmazione televisiva
Il 12 maggio 2016 è stata formalizzata la produzione di una prima stagione, mentre il 18 maggio, in occasione dell'annuale upfront della CBS, è stato pubblicato il primo trailer. La sitcom esordirà il 19 settembre 2016, venendo trasmessa per i primi episodi insieme alla nuova stagione di The Big Bang Theory, per poi essere accompagnata dalla nuova sitcom di Matt LeBlanc Papà a tempo pieno.
Il 12 maggio 2018, CBS, cancella la serie dopo due stagioni.